# Sultanat d'Angoche
El sultanat d'Angoche fou un estat musulmà de l'Àfrica oriental.

## Fundació
Fou establert segons una tradició pel wazir del sultà de Kilwa, de nom Al-Hassan ben Sliman que enemistat amb el sultà, i amb el suport dels comerciants musulmans es va fer independent vers el 1479 a la regió de l'arxipèlag d'Angoche, dominant després sobre un cert nombre de caps tributaris a l'entorn i sobre la regió de Moma. Aquesta tradició difosa pels mateixos sultans d'Angoche (en suahili "Ngoja"), presenta algunes variacions, docs també s'assegura que els sultans eren descendents del sultà shirazi de Kilwa, Sultan Hasan, que es va establir a les illes mentre altres germans s'establiren a Quelimane, Pebane, i a l'illa de Moçambic.
Una segona versió diu que el sultà va venir de les muntanyes Namuli a la vall del Zambezi, descendent de l'heroi epònim koti (derivat de okhota, "final de trajecte"). Van existir quatre clans, però un d'ells, els inhandare, van tractar de monopolitzar el poder i no ho van aconseguir i finalment es van establir a Moma; els altres tres clans es van repartir el poder rotatorialment (els inhanandare, imbilinzi i inhamilala); per aliances matrimonials amb els macua, van assolir la condició de mwene (cap) d'aquests. La successió es feia per la línia dels nebots materns, o de les nebodes maternes, i el càrrec de sultà (inhapakho) era electiu amb participació de tots els clans i del poble.

## Història
El sultanat dominava el comerç de l'or i vorí a la part nord del modern Moçambic a més de productes agrícoles i pesquers. La ciutat d'Angoche fou fundada pels sultans. La moderna ciutat d'Angoche no es correspon a l'antiga seu del sultanat a Ilha d'Angoche, o Ilha de Coti. El 1511 quan es va enfrontar amb els portuguesos, el sultà manava un exèrcit de dotze mil homes el que segurament és una exageració i podria ser el nombre d'homes de la ciutat, però en tot cas dona idea de la seva importància. Al final del segle els habitants són descrits com a pobres i de classe baixa el que indicaria una certa decadència. Al segle xvii fou substituït com a centre del comerç agrícola per l'establiment portuguès de Quelimane, però va conservar encara el comerç de vorí. El 1634 hi havia 1500 habitants.

## Colonització
Poc abans de 1752 (any en què fou visitada per Francisco Moraes Pereira) la ciutat fou reconstruïda en un nou emplaçament proper a la platja després d'haver patit destruccions serioses en la lluita contra els macua. Es parlava l'àrab i hi havia una escola alcorànica.
Uns pobles bantus (els principals els impamella marundi i els marrevoni lomwe makwa) es va establir (començaments del segle xix) a les terres de la regió, i van passar a controlar les rutes de caravanes cap Angoche a les que imposaven taxes. Els decrets de Sa Bandeira de 1836 que abolia el comerç d'esclaus i el decret de 1842 que en prohibia l'exportació, van fer que Ilha de Moçambique i Quelimane deixessin de ser ports adequats a la finalitat del tràfic d'esclaus i llocs complicats pels traficants (negreiros) entre els quals molts oficials portuguesos i habitants d'origen portuguès (moradores). Els esclaus eren exportats al Brasil, Cuba i illa Mauricio i més tard també a l'illa de la Reunió i les rutes comercials eren dominades per portuguesos i brasilers, francesos i sakalaves de Madagascar. L'abolició va ser mal acollida pels "moradores" portuguesos que fins i tot van projectar una independència unilateral d'Angola i Moçambic sota protecció del Brasil (on l'esclavatge fou legal fins al 1850). Els moradores van optar finalment per recol·locar el seu tràfic a Angoche on ja havien establert les seves feitorias (factories) el 1847. Després del 1842 vaixells cubans i brasilers van començar a freqüentar aquesta zona per negociar amb esclaus. El sultà estava determinat a controlar les caravanes i crear el seu propi subministrament d'esclaus al continent; molts dels caps de la costa havien anat emparentant amb el sultà per matrimoni i alguns esclaus arribaven, però el sultà necessitava controlar políticament la zona.
El 1843 la marina britànica va autoritzar l'entrada als ports moçambiquesos en busca d'esclaus, i el govern portuguès va témer que, amb aquesta excusa, els britànics podrien establir tractats bilaterals amb els caps locals i acabar dominant la zona. Així un vaixell portuguès fou enviat a Angoche a començaments del 1847 i va obligar al sultà a signar un tractat contra el tràfic d'esclaus; però quan el vaixell se'n va anar, els partidaris locals de l'esclavatge van continuar dominant la situació i exercint el tràfic. La marina britànica va acordar una expedició conjunta amb els portuguesos, que es va fer el novembre del mateix any; Angoche fou bombardejada, però no ocupada.
Musa Mohammad Sahib Quanto, el Namuali (el Temut) (?-1879), oncle matern del sultà Hassan Yusuf (1849-1861) va viatjar pel continent quan era jove acompanyant al seu oncle a la peregrinació a La Meca. Va estar a Unguja, Madagascar, i les illes Comores, i a l'interior de Moçambic fins als rius Zambesi i Lugenda; en aquests viatges va concebre la idea de l'expansió. Als anys cinquanta Musa fou nomenat comandant en cap de les forces del sultà; a petició del mwene (cap) dels nampana, va iniciar la guerra contra els marrevoni lomwe makwa als que va derrotar i els va donar un nou líder (un governant anterior); molts marrevoni foren esclavitzats i va capturar ivori i altres riqueses que li van permetre atreure seguidors.
El prazo de Maganja de Costa, de la família Silva, era el més important dels prazos (hisendes virtuals estats) portuguesos i tenia una notable força militar; una fira anual atreia caravanes de l'interior. Musa va intentar el control d'aquest prazo i altres, i amb el pretext de les queixes d'un súbdit del sultà maltractat pels prazeiros, es va iniciar la guerra. El port dels prazeiros, Quizungo, sota control europeu, era un rival per les expectatives d'Angoche. El 1860 Musa va conquerir part del prazo i va esclavitzar part de la població. El 1861 João Bonifàcio da Silva, un dels dos germans Silva propietaris del prazo, van recuperar el terreny perdut i van atacar l'illa de Catamoyo, la seu del sultà, a la que van entrar sense restar-hi, ja que no podien deixar els prazos sense vigilància. Silva va tenir ajut dels portuguesos que així podien afermar la seva sobirania teòrica sobre Angoche i Maganja da Costa. Quan Silva va abandonar illa de Catamoyo els portuguesos li van demanar de transferir el control i la petició fou acceptada i una petita guarnició portuguesa es va establir a Naija el 1861 (després traslladada a Muchelele a l'arxipèlag Angoche, que va ser declarada capital d'una divisió administrativa anomenada dels Angocheans). El 1865 es va crear una capitania-mora amb seu a Parapato, a la costa continental, a la que el govern local de Muchelele es va traslladar. Però aquesta força portuguesa era massa reduïda i Musa Quanto no va trigar a expulsar-la i restaurar el sultanat vers 1865.
En els següents anys Musa va procurar tenir el control total sobre el comerç d'esclaus i quan els indis banians es van establir al xeicat de Sangage i van tractar de participar en aquest comerç, el xeicat fou atacat per Musa (abans de 1870). El 1870 Musa va atacar als impamella, que no volien reconèixer l'hegemonia d'Angoche, i el 1876 el mwene (cap) Morla fou finalment derrotat després d'anys de lluites durant les quals Morla havia buscat l'ajut portuguès. Els impamella estaven dividits en dos clans, els anella i els aiadje (el cap pertanyia a aquest darrer); els primers dominaven les terres entre els rius M'Luli i Lardy, i van romandre aliats del sultà mentre l'altra clan s'hi enfrontava. Els anella estaven governats vers 1870 pel mwene Guarnea, aliat de Musa. Tropes portugueses es van establir a Parapato el 1871, que van abandonar al cap d'unes setmanes, per retornar el 1872. Finalment fou aquesta ciutat de Parapato la que a començament del segle xx va rebre el nom d'António Ennes (o Enes) i el 1976 va rebre el nom d'Angoche, tot i que no corresponia a l'antiga ciutat d'Angoche situada a l'arxipèlag.
Els esclaus que arribaven a Angoche eren impamella (especialment els captius que es van fer durant la guerra de 1870-1876) i macua lomwe. Els capturats eren portats principalment al port de Sangage i enviats a Madagascar. La seva importància va augmentar tant que van arribar caravanes dels territoris dels maravi i els wa yao prop del llac Niassa, que no podien exportar esclaus pels ports portuguesos. Musa va establir una ruta de caravanes amb la regió de l'Alt Chire, a Zambèzia, que havia dominat. Els traficants francesos i els suahili de Comores i Madagascar, proveïen a Musa d'armament i compraven els esclaus que eren enviats a Mayotte, Nossi-Bé i l'illa de la Reunió; una bona part dels esclaus eren camuflats com a homes lliures "contractats" per a les plantacions. Un sistema de segrest a gran escala es va organitzar i hi van participar fins i tot esclaus domèstics. Angoche va esdevenir així un estat amb jurisdicció sobre un bon nombre de caps supeditats, molts lligats per parentiu amb el sultà. El sultà com a suprem mwene (cap) controlava totes les transaccions dels caps subordinats, i imposava a aquests la guerra i la pau; també tenia jurisdicció judicial sobre alguns afers als territoris dependents, i presidia les assemblees dels caps subordinats. Mestres musulmans (mwalim) van difondre l'islam per l'interior; la primera orde sufí, la Rifa'iyya, es va estendre per Moçambic a partir d'Angoche.
El 1889 el sultà Ibrahim d'Angoche va restar a l'illa Catamoyo mentre el seu germà Omar ben Nacogo Farallahi (nebot matern de Musa Quanto) s'establí a la costa com a vassall (mwene = cap) i va fer aliança matrimonial amb les tribus de la zona; en aquest temps el sultà (inhapakho) d'Angoche buscava no tant els esclaus com el control de les rutes de caravanes, que ja eren una activitat molt perillosa, sinó noves terres, el valor de les quals augmentava per l'increment de preus d'alguns productes al mercat internacional; les terres costaneres eren pobres i escasses mentre a l'interior eren fèrtils i abundants. Progressivament el mwene va guanyar la posició de mwene suprem dels mwenes de la part continental, per enllaços matrimonials. Farallahi va tenir diverses dones de diferents caps que li van aportar moltes terres. Segons el costum Farallahi havia de viure a les terres de les seves dones. Al cap de pocs anys controlava les rutes des d'Angoche al llac Niassa (oest),, el riu Zambezi (sud-oest) i les terres dels macua namarral al nord-oest. Es podia mantenir el tràfic utilitzant petits i manejables vaixells coneguts com a pangaios que eren difícils de detectar o capturar pels europeus.
Els portuguesos de Parapato intentaven controlar les activitats de tràfic d'esclaus. Farallahi va establir una posició prop de l'establiment portuguès i va recollir les taxes de les caravanes, a les que va oferir protecció a canvi de tributs; això va causar grans pèrdues als portuguesos, que aïllats de l'interior, esdevingueren de fets dependents de Farallahi. Aquest poder l'assimilava més a un sultà que a un mwene fins i tot suprem. La guarnició de Parapato estava completament aïllada i mancada de subministraments. Farallahi però estava molest amb la presència portuguesa que sovint aturaven als vaixells amb esclaus, i el 1890 va fer un atac a la guarnició aliat al cap Muapala, però l'arribada d'un vaixell portuguès (el Tamega) el va obligar a fugir; llavors el xeic de Sangage i alguns mwene (entre altres els de Mutucute i Inhamitade) es van sotmetre als portuguesos; davant la deserció d'aquests caps, Farallahi va decidir sotmetre's tanmateix, per guanyar temps, i va signar un tractat, que li garantia que no seria atacat. El 1891 Farallahi va visitar als mwene de la regió, fins i tot els que s'havien sotmès als portuguesos, i els va retornar a la fidelitat a la seva causa. També va concertar acords amb els mwenes dels namarral, maravi i altres fora de la zona sota control directe.
El 1895, quan el capità portuguès de Parapato va decidir construir una nova posició militar al continent sense consultar al mwene (cap) local, i quan estava plantant els pas la població local es va acostar i els va treure; la resistència dels portuguesos fou inútil i es van haver de retirar deixant la seva munició i impedimenta.
Més tard Farallahi va ajudar al mwene Mucuto, cap dels macua namarral (enfront de l'illa de Moçambic) quan aquests foren atacats pels portuguesos dirigits per Mousinho de Albuquerque el 1896-1897, i probablement el xeic de Sangage hi va participar també. Mucuto va expressar el seu desig d'esdevenir aliat portuguès i se'l va convidar a fer una visita al comandant, però la va demorar durant mesos i finalment hi va anar portat pels seus esclaus al·legant que estava malalt i era vell però en realitat per mostrar el seu alt estatus; l'acompanyaven 800 homes armats.
El 1902, l'enginyer Pães d'Almeida i l'ex sergent Pitta Simões van anar al territori del mwene Maca, cap dels mogovilles; pel camí Cabula, un altre cap, els va advertir que no autoritzava aquesta visita però els portuguesos el van ignorar i llavors, quan eren a Buela, foren rodejats per gent armada que els va matar. El mateix 1902 Farallahi va establir la seva residència a 2 km de Parapato i va enviar al mwene dels marrua, Muapalam, per anunciar que anava a la vila per dormir al seu llit. Al mateix temps es va proclamar sultà de les terres continentals d'Angoche, amb seu a M'Luli, prop de Parapato, però amb el nom de Monga Mwene (que indicava dependència del sultà d'Angoche), amb jurisdicció sobre Boila, Marrua, M'zere, M'Lay i Selege, però no sobre Sangage. Parapato fou atacada i cremada i el portuguesos es van salvar per l'arribada d'un vaixells francès, que després, en tornar a Europa, va donar a conèixer la realitat del mínim domini portuguès a la regió. Farallahi va restar al costat de l'establiment de Parapato.
El 1903 el nou capità d'Angoche, Jose Augusto Cunha, va ocupar Boila amb l'ajut de nou mwenes (caps) de la zona, de menor importància, alguns dels quals per raons d'enemistat personal amb Farallahi, però la majoria a canvi de diners, tributs o regals per a ells i els soldats (que foren autoritzats al saqueig), i es va dirigir a l'illa Catamoyo residència del sultà Ibrahim d'Angoche, que va fugir; la mesquita i altres edificis foren cremats i els cementiris violats, i Ibrahim declarat deposat, però Farallahi i els mwenes fidels van atacar als portuguesos i els van aïllar; el capità portuguès a Moma va haver de pagar tribut i les caravanes que venien de l'interior cap a les posicions portugueses, foren assaltades, i els sepoios o sipaios (soldats nadius) que comunicaven les diferents posicions portuguesos foren agafats i cremats vius; les línies de telègraf es van tallar, i els vaixells i bots fins i tot de pescador, foren atacats per mar; els mercaders portuguesos van ser robats. Llavors Eduardo Lupi va iniciar un atac des de Moma a Parapato per restaurar l'orde i la posició dels portuguesos; posicions de Farallahi van ser atacades una darrera l'altra i finalment es va tornar a la posició inicial que va durar fins al 1906.
El febrer de 1907, el capità de Parapato, ara reanomenada Antonio Ennes, va convidar al mwene Morla a visitar-lo per respondre a la seva proposta de sotmetre's als portuguesos; el mwene, després de dubtes, va enviar al seu nebot Nacuacua, al·legant que temia les represàlies del mwene rival, Guarnea, però el capità va insistir en la seva presència personal; el cap finalment no hi va anar al·legant que els seus enviats no havien tornat, però el març de 1908 finalment va fer la visita acompanyat de cinc caps subordinats i 30 homes armats; en arribar se li va oferir una estora en lloc d'una cadira i això fou considerat un insult; finalment, després de rebre regals i excuses, va signar un tractat que el feia aliat portuguès; el 1909 es va reconciliar amb el cap Guarnea.
El 1906 Pedro Massano de Amorim, Ernesto Vilhena, i altres oficials, van planejar atacar a Farallahi i al sultà Ibrahim. Els preparatius van durar quatre anys. L'operació es va portar a terme el 1910. Farallahi va rebre el suport dels impamella, els mogovilla, els maravi i els caps (mwenes) de Mossuril i altres de les terres entre Moma i Nacala. Davant les tàctiques portugueses els locals van abandonar els seus poblaments i es van amagar a la selva, i les cases foren cremades. A mesura que els portuguesos avançaven més caps locals se sotmetien i fornien als portuguesos homes per la lluita i subministraments. Diversos caps locals van morir a la lluita però els principals foren capturats com Cabula i Guarnea; finalment Farallahi i Ibrahim van caure en mans dels portuguesos; tots els capturats foren deportats a Guinea. Els koti suahili de la regió van haver de buscar terres més a l'interior.